# Kościół św. Michała Archanioła w Rzeszowie
Kościół św. Michała Archanioła w Rzeszowie – świątynia rzymskokatolicka, obiekt sakralny w Rzeszowie, siedziba parafii św. Michała Archanioła w Rzeszowie.

## Historia
W 1980 roku jedna z mieszkanek osiedla przekazała na rzecz Kurii Diecezjalnej w Przemyślu budujący się dom przy obecnej ul. Kwietniowej, który miał być przeznaczony na kaplicę i salę katechetyczną. Po przystosowaniu budynku rozpoczęła się w nim katechizacja, a ks. proboszcz parafii Św. Rocha w Słocinie otworzył tymczasową kaplicę pod wezwaniem Świętej Trójcy.
1 lipca 1981 roku bp Ignacy Tokarczuk, ówczesny ordynariusz przemyski, kaplicy nadał statut kaplicy rektorskiej oraz desygnował dla niej ks. Stanisława Poterę, powierzając mu misję budowy kościoła i zorganizowania parafii. Budowa kościoła rozpoczęła się 25 września 1981 roku. Uprzednio w tajemnicy przygotowywano materiały budowlane. Gotowe elementy zostały przewiezione na plac budowy. W ciągu dwóch dni stanęły zręby świątyni. 
W niedzielę 27 września ks. Stanisław Mac wraz z ks. Stanisławem Foltą i ks. Stanisławem Królem celebrowali w nowo wzniesionym kościele pierwszą mszę św. Powstającą świątynię dedykowano św. Michałowi Archaniołowi. W dniu 8 listopada 1981 roku, w czasie wizytacji kanonicznej macierzystej parafii Słocina, bp Ignacy Tokarczuk poświęcił nową świątynię potwierdzając jej dedykację. 1 sierpnia 1982 bp Tokarczuk dekretem erygował parafię św. Michała Archanioła.